# Denijs Dille
Denijs Dille (Aarschot, 21 februari 1904 – Duffel, 1 april 2005) was een Vlaams priester en kenner van Béla Bartók.
Dille studeerde theologie en filosofie aan het seminarie in Mechelen en was vervolgens van 1936 tot 1961 leraar Frans aan de Antwerpse Pius X Normaalschool.
In 1961 ging hij in Hongarije wonen en richtte hij in Boedapest het Bartók Archívum (Bartók-archief) op, hier bleef hij tot 1971 aan verbonden als directeur. Hij heeft de componist vanaf 1937 tot zijn dood in 1945 persoonlijk gekend. Hij schreef ruim 300 artikelen en 20 boeken over de componist. Zijn muziekkennis kreeg hij via privéstudie, maar Dille was grotendeels autodidact. Een aantal werken: De hedendaagsche meesters der muziek (1936), Inleiding tot het vormbegrip bij Debussy (1939) en Béla Bartók (een overzicht van diens werken, 1947).
Dille stierf op 101-jarige leeftijd in het Hof van Arenberg te Duffel.
Naar hem is het Fonds Denijs Dille vernoemd.
- Bibliothèque nationale de France: cb12161645q (data)
- Digitale Bibliotheek voor de Nederlandse Letteren: dill012
- Gemeinsame Normdatei: 11923226X
- International Standard Name Identifier: 0000 0001 0854 4959
- Library of Congress Control Number: n81098077
- Nationale Bibliotheek van Letland: 000040102
- Nationale Bibliotheek van Tsjechië: jn20030901032
- Nationale Bibliotheek van Israël: 987007279005005171
- Nederlandse Thesaurus van Auteursnamen: 072621087
- Système universitaire de documentation: 030140676
- Virtual International Authority File: 50269
- WorldCat: E39PBJv8ByTrPfv4rV44xgw6Kd